# Derde Divisie
La Derde Divisie (en español Tercera División) es el cuarto nivel en la pirámide del fútbol neerlandés. Hasta la temporada 2015/16, este era el tercer nivel bajo el nombre de Topklasse. El nivel consta de 2 grupos. Desde Tercera División es posible el ascenso a Tweede Divisie o el descenso a Vierde Divisie (antes Hoofdklasse).
En la época en que se llamaba Topklasse, era el nivel amateur más alto dentro de la pirámide del fútbol. El ascenso al nivel profesional (Eerste Divisie) era posible, pero en la práctica sólo ocurrió dos veces.

## Historia
La Topklasse estaba destinada a servir de puente entre el fútbol profesional y el fútbol amateur, para permitir la progresión entre profesionales y aficionados. Al fin y al cabo, el descenso de Eerste Divisie ya no era posible desde la disolución de Tweede Divisie tras la temporada 1970/71. El ascenso tampoco podrá realizarse en campos deportivos procedentes del fútbol amateur. Los clubes de fútbol que han sido admitidos en la Primera División procedentes del fútbol amateur en el pasado reciente se deben principalmente a razones regionales y/o históricas, o a un buen plan de negocios. Un sistema tan cerrado difícilmente podría encontrarse en ningún lugar de Europa, especialmente en los países más importantes del fútbol.
Aunque la introducción de la Topklasse en 2010 puso fin al sistema cerrado del fútbol profesional en los Países Bajos sobre el papel, parecía haber poco interés entre los clubes de la Topklasse en el ascenso a Eerste Divisie. Sólo el club profesional Top Oss, que descendió de Eerste Divisie en 2009/10 y luego fue el primer campeón de la Topklasse Zondag, utilizó el derecho de ascenso. Los requisitos de licencia para el fútbol profesional y los elevados costes adicionales para las asociaciones de aficionados para dar el paso hicieron que ninguna asociación de aficionados quisiera promocionar en las condiciones aplicables. Cuando la Eerste Divisie fue reestructurada después de varias quiebras en un corto período de tiempo, Achilles '29 decidió dar el paso en condiciones relajadas después de la temporada 2012/13 .
Sin embargo, desde la temporada 2016/17 se reintrodujo la Tweede Divisie semiprofesional, haciendo que la progresión a través de un esquema obligatorio de ascenso/descenso sea un hecho. La Topklasse también cambió de nombre. A partir de esa temporada pasó a denominarse Derde Divisie. Esto es en aras de la claridad de la estructura: se requieren licencias para participar en una división. No se realizaron cambios en la estructura de la competencia. La Derde Divisie siguió constando de dos grupos, una para equipos del sábado (Zaterdag) y otra para equipos del domingo (Zondag).
La separación entre el fútbol del sábado y del domingo también quedaría suprimida en Derde Divisie a partir de 2023. Esto permite dividir la competición en dos grupos regionales en lugar de hacerlo por el día del partido. Antes de la temporada se pregunta a las asociaciones de aficionados si quieren jugar sus partidos en casa el sábado o el domingo. Esta regla puede ser desviada por los clubes de principios de los sábados que conservan el derecho de jugar los sábados.

## Campeonato amateur general
Hasta la temporada 2015/16, los ganadores de ambas competiciones Topklasse competían por el campeonato general. Antes de la introducción de la Topklasse, los ganadores de la Hoofdklasse competían por este campeonato. Debido a que se redujo la brecha entre los niveles profesional y amateur, también se decidió no celebrar más el campeonato amateur general.

## Ascenso/descenso

### Ascenso a Segunda División
Situación a 2016
La KNVB reintrodujo la Tweede Divisie a partir de la temporada 2016/17, como puente entre las divisiones amateur y profesional. La temporada 2015/16 sirvió como año de transición, con siete clubes de ambas divisiones superiores ascendidos a Tweede Divisie, complementados por cuatro equipos filiales de clubes profesionales. A partir de ese momento el ascenso se hizo obligatorio y el flujo entre amateurs y profesionales se haría realidad a partir de la temporada 2016/17. Tras el año de transición, los campeones de ambos grupos de Derde Divisie ascienden, mientras que los dos clubes peor clasificados de Tweede Divisie descienden a Derde Divisie. Los seis campeones de la época (suplentes) de Derde Divisie y los clasificados 15 y 16 de Tweede Divisie se juegan dos plazas en el máximo nivel amateur. A partir de esa temporada, la Derde Divisie también estará formada por dieciocho clubes.
Situación antes de 2016
El ganador de la final del campeonato amateur general tenía derecho al ascenso al fútbol profesional y luego jugaba en Primera División . Si este club quería ejercer este derecho al ascenso, tenía que cumplir con los requisitos mínimos del fútbol profesional. Si este club renunciara a este derecho, el finalista perdedor podría ejercerlo. Sólo cuando un club ascendía descendía recientemente de Primera División a Primera División.
Sólo el FC Oss y el Achilles '29 han utilizado el derecho de promoción. El primer club descendió de la Primera División la temporada anterior a la creación de la Primera División, el último ascendió en condiciones relajadas después de que dos plazas en Primera División estuvieran disponibles debido a quiebras.

### Descenso a la Vierde Divisie
Situación a 2016
Los números 17 y 18 de ambas divisiones de la Derde Divisie descienden a la Hoofdklasse desde la temporada 2016/17. Los números 15 y 16 de las dos Derde Divisie juegan con los campeones de época (sustitutos) de las cuatro Hoofdklassen por dos plazas en ambos grupos de Derde Divisie.
Situación antes de 2016
En ambas categorías superiores descendieron los puestos del 14 al 16. El número 13 jugó junto con el campeón de la temporada en los tres diferentes play-offs de la Major League para evitar el descenso a la Hoofdklasse y mantenerse en Topklasse. Al final de la temporada 2015/16, sólo el número 16 de ambas competiciones descendió a la gran liga y los números 15 disputaron los play-offs con los campeones de la época. Sin embargo, debido a que el WKE'16 quebró en la temporada 2015/16, ningún club descendió directamente de la Topklasse Zondag.

## Clubes participantes 2024-25

### Grupo A
| Club             | Ciudad                | Estadio                   | Aforo | Dia de partido |
| ---------------- | --------------------- | ------------------------- | ----- | -------------- |
| Ajax Amateurs    | Amsterdam             | De Toekomst               | 2.250 | Sabado*        |
| RKVV DEM         | Beverwijk             | Sportpark Adrichem        | 1.500 | Domingo        |
| DOVO             | Veenendaal            | Sportpark Panhuis         | 3.200 | Sabado*        |
| DVS '33 Ermelo   | Ermelo                | Sportlaan                 | 5.500 | Sabado*        |
| VV Eemdijk       | Bunschoten-Spakenburg | Sportpark De Vinken       | 1.500 | Sabado*        |
| Excelsior '31    | Rijssen               | De Koerbelt               |       | Sabado*        |
| SC Genemuiden    | Genemuiden            | Sportpark de Wetering     |       | Sabado*        |
| Harkemase Boys   | Harkema               | Sportpark De Bosk         | 5.000 | Sabado*        |
| HBC Heemstede    | Heemstede             | HBC Sportpark de Toekomst |       | Domingo        |
| USV Hercules     | Utrecht               | Sportpark Voordorp        | 1.800 | Domingo        |
| HSC '21          | Haaksbergen           | Groot Scholtenhagen       | 4.500 | Domingo        |
| SV Huizen        | Huizen                | De Wolfskamer             |       | Sabado*        |
| IJsselmeervogels | Spakenburg            | Sportpark De Westmaat     | 8.200 | Sabado*        |
| Rohda Raalte     | Raalte                | Tijenraan                 |       | Domingo        |
| Sparta Nijkerk   | Nijkerk               | Sportpark De Ebbenhorst   | 5.000 | Sabado*        |
| Sportlust '46    | Woerden               | Sportpark Cromwijck       | 2.000 | Sabado*        |
| TEC Tiel         | Tiel                  | Sportpark De Lok          | 2.500 | Domingo        |
| SV Urk           | Urk                   | Sportpark De Vormt        |       | Sabado*        |

* Los clubes sabatinos básicos siempre juegan sus partidos el sábado.

### Grupo B
| Club              | Ciudad                 | Estadio                    | Aforo | Dia de partido |
| ----------------- | ---------------------- | -------------------------- | ----- | -------------- |
| ASWH              | Hendrik-Ido-Ambacht    | Schildman                  |       | Sabado*        |
| Blauw Geel '38    | Veghel                 | PWA Sportpark              | 2.500 | Domingo        |
| FC Lisse          | Lisse                  | Sportpark Ter Specke       | 7.000 | Sabado*        |
| VV Gemert         | Gemert                 | Sportpark Molenbroek       | 4.000 | Domingo        |
| VV GOES           | Goes                   | Het Schenge                |       | Sabado         |
| HSV Hoek          | Hoek                   | Sportpark Denoek           | 2.500 | Sabado*        |
| VV Kloetinge      | Kloetinge              | Sportpark Wesselopark      | 2.500 | Sabado*        |
| Kozakken Boys     | Werkendam              | Sportpark De Zwaaier       | 4.000 | Domingo        |
| SV Meerssen       | Meerssen               | Sportpark Marsana          |       | Domingo        |
| OJC Rosmalen      | Rosmalen               | Sportpark De Groote Wielen |       | Sabado         |
| Quick Den Haag    | Den Haag               | Sportpark Nieuw Hanenburg  | 1.500 | Domingo        |
| FC Rinjvogels     | Katwijk                | Sportpark de Kooltuin      |       | Sabado         |
| FC 's-Gravenzande | 's-Gravenzande         | Juliana Sportpark          |       | Sabado*        |
| VV Smitshoek      | Barendrecht            | Smitshoek                  |       | Sabado*        |
| SteDoCo           | Hoornaar, Hoogblokland | Sportpark SteDoCo          | 1.700 | Sabado*        |
| TOGB              | Berkel en Rodenrijs    | Sportpark Het Hoge Land    |       | Domingo        |
| UNA               | Veldhoven              | Sportpark Zeelst           | 2.000 | Domingo        |
| VV Sint Bavo      | Noordwijkerhout        | Sportpark De Boekhorst     | 2.500 | Sabado         |

* Los clubes sabatinos básicos siempre juegan sus partidos el sábado.

## Estadísticas

### Campeones
Clase superior
| Temporada | Campeón Sábado      | Campeón Domingo  | Campeón absoluto amateur | Ascenso a Eerste Divisie |
| --------- | ------------------- | ---------------- | ------------------------ | ------------------------ |
| 2010/11   | IJsselmeervogels    | FC Oss           | IJsselmeervogels         | FC Oss                   |
| 2011/12   | SV Spakenburg       | Aquiles '29      | Aquiles '29              | *                        |
| 2012/13   | VV Katwijk          | Aquiles '29      | VV Katwijk               | Aquiles '29 **           |
| 2013/14   | SV Spakenburg       | Amsterdamsche FC | SV Spakenburg            | *                        |
| 2014/15   | Kozakken Boys       | FC Lienden       | FC Lienden               | *                        |
| 2015/16   | Excelsior Maassluis | FC Lienden       | Excelsior Maassluis      | ***                      |

*Ambos equipos declinaron el ascenso a Primera División.
** Ambos equipos se abstuvieron de ascender regularmente, pero Aquiles aún ascendió tras la reestructuración de Eerste Divisie.
*** No es posible el ascenso a Eerste Divisie. Debido a la reestructuración de las competiciones, los siete mejores clubes de ambas competiciones ascendieron a Tweede Divisie.
Derde Divisie
| Temporada | Campeón Sábado   | Campeón Domingo  |
| --------- | ---------------- | ---------------- |
| 2016/17   | IJsselmeervogels | ASV De Dijk      |
| 2017/18   | SV Spakenburg    | Jong Vitesse     |
| 2018/19   | VV Noordwijk     | Jong FC Volendam |
| 2019/20   | Sin campeones    | Sin campeones    |
| 2020/21   | Sin campeones    | Sin campeones    |
| 2021/22   | FC Lisse         | OFC              |
| 2022/23   | ACV              | ADO '20          |
|           | Campeón Grupo A  | Campeón Grupo B  |
| 2023/24   | RKAV Volendam    | BVV Barendrecht  |
| 2024/25   | IJsselmeervogels | HSV Hoek         |

### Número de temporadas (2010/11-2015/16)
| Número de temporadas (2010/11-2015/16) | Número de temporadas (2010/11-2015/16) |
| Club                                   | /6                                     |
| -------------------------------------- | -------------------------------------- |
| AFC                                    | 6                                      |
| Barendrecht                            | 6                                      |
| Capelle                                | 6                                      |
| EVV                                    | 6                                      |
| HHC Hardenberg                         | 6                                      |
| IJsselmeervogels                       | 6                                      |
| JVC Cuijk                              | 6                                      |
| FC Lienden                             | 6                                      |
| FC Lisse                               | 6                                      |
| Rijnsburgse Boys                       | 6                                      |
| Spakenburg                             | 6                                      |
| De Treffers                            | 6                                      |
| VVSB                                   | 6                                      |
| GVVV                                   | 5                                      |
| HBS-Craeyenhout                        | 5                                      |
| HSC '21                                | 5                                      |
| WKE                                    | 5                                      |
| Excelsior '31                          | 4                                      |
| Genemuiden                             | 4                                      |
| Haaglandia                             | 4                                      |
| VV Katwijk                             | 4                                      |
| Kozakken Boys                          | 4                                      |
| SVV Scheveningen                       | 4                                      |
| UNA                                    | 4                                      |
| Achilles '29                           | 3                                      |
| ADO '20                                | 3                                      |
| Excelsior Maassluis                    | 3                                      |
| HVV Hollandia                          | 3                                      |
| VV Noordwijk                           | 3                                      |
| ONS Boso Sneek                         | 3                                      |
| ARC                                    | 2                                      |
| Argon                                  | 2                                      |
| FC Chabab                              | 2                                      |
| Gemert                                 | 2                                      |
| Harkemase Boys                         | 2                                      |
| USV Hercules                           | 2                                      |
| FC Hilversum                           | 2                                      |
| Hoek                                   | 2                                      |
| Koninklijke HFC                        | 2                                      |
| RKSV Leonidas                          | 2                                      |
| OJC Rosmalen                           | 2                                      |
| Quick '20                              | 2                                      |
| Sneek Wit Zwart                        | 2                                      |
| Sparta Nijkerk                         | 2                                      |
| Ajax (amateurs)                        | 1                                      |
| Baronie                                | 1                                      |
| Be Quick 1887                          | 1                                      |
| CSV Apeldoorn                          | 1                                      |
| DETO Twenterand                        | 1                                      |
| Dijkse Boys                            | 1                                      |
| DVS '33 Ermelo                         | 1                                      |
| HFC EDO                                | 1                                      |
| Flevo Boys                             | 1                                      |
| Jodan Boys                             | 1                                      |
| Juliana '31                            | 1                                      |
| Magreb '90                             | 1                                      |
| Montfoort                              | 1                                      |
| FC Oss                                 | 1                                      |
| RVVH                                   | 1                                      |
| SteDoCo                                | 1                                      |
| TEC                                    | 1                                      |
| Ter Leede                              | 1                                      |
| UDI’19/CSU                             | 1                                      |

### Ranking Topklasse
Debido a que la Derde Divisie se ha convertido en el cuarto nivel desde la temporada 2016/17, las clasificaciones ya no se actualizarán. Las clasificaciones a continuación solo se refieren a las temporadas 2010/11-2015/16, en las que la Derde Divisie todavía se llamaba Topklasse y era el nivel amateur más alto.
| Ranking Topklasse Zaterdag 2010/11–2015/16 | Ranking Topklasse Zaterdag 2010/11–2015/16 | Ranking Topklasse Zaterdag 2010/11–2015/16 | Ranking Topklasse Zaterdag 2010/11–2015/16 | Ranking Topklasse Zaterdag 2010/11–2015/16 | Ranking Topklasse Zaterdag 2010/11–2015/16 | Ranking Topklasse Zaterdag 2010/11–2015/16 | Ranking Topklasse Zaterdag 2010/11–2015/16 | Ranking Topklasse Zaterdag 2010/11–2015/16 | Ranking Topklasse Zaterdag 2010/11–2015/16 |
| pos | Club                                       | GS                                         | W                                          | G                                          | V                                          | P                                          | DV                                         | DT                                         | DS                                         |
| --- | ------------------------------------------ | ------------------------------------------ | ------------------------------------------ | ------------------------------------------ | ------------------------------------------ | ------------------------------------------ | ------------------------------------------ | ------------------------------------------ | ------------------------------------------ |
| 1. | Spakenburg                                 | 180                                        | 93                                         | 38                                         | 49                                         | 317                                        | 403                                        | 266                                        | +137                                       |
| 2. | Rijnsburgse Boys                           | 180                                        | 85                                         | 48                                         | 47                                         | 303                                        | 368                                        | 257                                        | +111                                       |
| 3. | HHC Hardenberg                             | 180                                        | 81                                         | 27                                         | 62                                         | 300                                        | 336                                        | 257                                        | +79                                        |
| 4. | IJsselmeervogels                           | 180                                        | 80                                         | 38                                         | 62                                         | 278                                        | 323                                        | 270                                        | +53                                        |
| 5. | Barendrecht *                              | 180                                        | 78                                         | 41                                         | 61                                         | 269                                        | 290                                        | 246                                        | +44                                        |
| 6. | GVVV                                       | 150                                        | 76                                         | 23                                         | 51                                         | 251                                        | 304                                        | 229                                        | +75                                        |
| 7. | Capelle                                    | 180                                        | 68                                         | 44                                         | 68                                         | 248                                        | 261                                        | 252                                        | +9                                         |
| 8. | Katwijk                                    | 150                                        | 73                                         | 34                                         | 45                                         | 247                                        | 316                                        | 231                                        | +85                                        |
| 9. | FC Lisse                                   | 180                                        | 64                                         | 49                                         | 67                                         | 241                                        | 279                                        | 292                                        | −13                                        |
| 10. | Kozakken Boys                              | 120                                        | 64                                         | 15                                         | 41                                         | 207                                        | 245                                        | 188                                        | +57                                        |
| 11. | Excelsior '31                              | 120                                        | 46                                         | 20                                         | 54                                         | 158                                        | 188                                        | 233                                        | −45                                        |
| 12. | Scheveningen                               | 120                                        | 41                                         | 58                                         | 51                                         | 151                                        | 184                                        | 193                                        | −9                                         |
| 13. | Excelsior Maassluis                        | 90                                         | 42                                         | 20                                         | 28                                         | 146                                        | 132                                        | 130                                        | 2                                          |
| 14. | Genemuiden                                 | 120                                        | 42                                         | 20                                         | 58                                         | 146                                        | 225                                        | 268                                        | −43                                        |
| 15. | Noordwijk                                  | 90                                         | 37                                         | 24                                         | 29                                         | 135                                        | 157                                        | 147                                        | +10                                        |
| 16. | ONS Boso Sneek                             | 90                                         | 32                                         | 14                                         | 44                                         | 110                                        | 139                                        | 193                                        | −54                                        |
| 17. | Harkemase Boys                             | 60                                         | 19                                         | 9                                          | 32                                         | 66                                         | 92                                         | 113                                        | −21                                        |
| 18. | Hoek                                       | 60                                         | 14                                         | 14                                         | 32                                         | 56                                         | 66                                         | 101                                        | −35                                        |
| 19. | Sparta Nijkerk                             | 60                                         | 13                                         | 17                                         | 30                                         | 56                                         | 76                                         | 122                                        | −46                                        |
| 20. | SV ARC                                     | 60                                         | 11                                         | 10                                         | 39                                         | 43                                         | 78                                         | 149                                        | −71                                        |
| 21. | DVS '33                                    | 30                                         | 10                                         | 9                                          | 11                                         | 39                                         | 57                                         | 53                                         | +4                                         |
| 22. | Jodan Boys                                 | 30                                         | 9                                          | 5                                          | 16                                         | 32                                         | 38                                         | 58                                         | −20                                        |
| 23. | CSV Apeldoorn                              | 30                                         | 8                                          | 8                                          | 14                                         | 32                                         | 46                                         | 69                                         | −23                                        |
| 24. | SteDoCo                                    | 30                                         | 8                                          | 6                                          | 16                                         | 30                                         | 41                                         | 72                                         | −31                                        |
| 25. | Flevo Boys Emmeloord                       | 30                                         | 7                                          | 8                                          | 15                                         | 29                                         | 40                                         | 68                                         | −28                                        |
| 26. | Ajax (amateurs)                            | 30                                         | 6                                          | 10                                         | 14                                         | 28                                         | 38                                         | 57                                         | −19                                        |
| 27. | SVZW                                       | 30                                         | 7                                          | 4                                          | 19                                         | 25                                         | 36                                         | 72                                         | −36                                        |
| 28. | RVVH                                       | 30                                         | 6                                          | 4                                          | 20                                         | 22                                         | 32                                         | 60                                         | −28                                        |
| 29. | Ter Leede                                  | 30                                         | 6                                          | 4                                          | 20                                         | 22                                         | 32                                         | 70                                         | −38                                        |
| 30. | Montfoort *                                | 30                                         | 4                                          | 8                                          | 18                                         | 18                                         | 34                                         | 73                                         | −39                                        |
| 31. | DETO Twenterand                            | 30                                         | 2                                          | 1                                          | 27                                         | 7                                          | 18                                         | 85                                         | −67                                        |
| * Puntos descontados (ya han sido descontados en la clasificación). - Barendrecht 6 puntos menos, en la temporada 2011/2012 - Montfoort 2 puntos menos, en la temporada 2011/2012 |                                            |                                            |                                            |                                            |                                            |                                            |                                            |                                            |                                            |

| Rankig Topklasse Zondag 2010/11–2015/16 | Rankig Topklasse Zondag 2010/11–2015/16 | Rankig Topklasse Zondag 2010/11–2015/16 | Rankig Topklasse Zondag 2010/11–2015/16 | Rankig Topklasse Zondag 2010/11–2015/16 | Rankig Topklasse Zondag 2010/11–2015/16 | Rankig Topklasse Zondag 2010/11–2015/16 | Rankig Topklasse Zondag 2010/11–2015/16 | Rankig Topklasse Zondag 2010/11–2015/16 | Rankig Topklasse Zondag 2010/11–2015/16 |
| pos | Club                                    | GS                                      | W                                       | G                                       | V                                       | P                                       | DV                                      | DT                                      | DS                                      |
| --- | --------------------------------------- | --------------------------------------- | --------------------------------------- | --------------------------------------- | --------------------------------------- | --------------------------------------- | --------------------------------------- | --------------------------------------- | --------------------------------------- |
| 1. | De Treffers                             | 179                                     | 81                                      | 40                                      | 58                                      | 283                                     | 331                                     | 245                                     | +86                                     |
| 2. | FC Lienden                              | 177                                     | 81                                      | 39                                      | 57                                      | 282                                     | 290                                     | 252                                     | +38                                     |
| 3. | AFC                                     | 179                                     | 79                                      | 40                                      | 60                                      | 277                                     | 325                                     | 270                                     | +55                                     |
| 4. | VVSB                                    | 178                                     | 77                                      | 39                                      | 62                                      | 270                                     | 276                                     | 240                                     | +36                                     |
| 5. | EVV                                     | 178                                     | 72                                      | 47                                      | 59                                      | 263                                     | 231                                     | 205                                     | +26                                     |
| 6. | JVC Cuijk                               | 178                                     | 75                                      | 34                                      | 69                                      | 259                                     | 307                                     | 277                                     | +30                                     |
| 7. | WKE                                     | 141                                     | 63                                      | 31                                      | 47                                      | 220                                     | 269                                     | 250                                     | +19                                     |
| 8. | HSC '21                                 | 149                                     | 60                                      | 35                                      | 54                                      | 215                                     | 290                                     | 251                                     | +39                                     |
| 9. | HBS-Craeyenhout                         | 149                                     | 58                                      | 28                                      | 63                                      | 202                                     | 257                                     | 264                                     | −7                                      |
| 10. | Achilles '29                            | 89                                      | 61                                      | 12                                      | 16                                      | 195                                     | 199                                     | 74                                      | +125                                    |
| 11. | VV UNA                                  | 119                                     | 55                                      | 26                                      | 38                                      | 191                                     | 238                                     | 174                                     | +64                                     |
| 12. | Haaglandia                              | 119                                     | 51                                      | 18                                      | 50                                      | 171                                     | 253                                     | 233                                     | +20                                     |
| 13. | ADO '20                                 | 90                                      | 33                                      | 21                                      | 36                                      | 120                                     | 163                                     | 183                                     | −20                                     |
| 14. | HVV Hollandia                           | 89                                      | 32                                      | 19                                      | 38                                      | 115                                     | 111                                     | 118                                     | −7                                      |
| 15. | Koninklijke HFC                         | 59                                      | 28                                      | 15                                      | 66                                      | 99                                      | 113                                     | 84                                      | +29                                     |
| 16. | Hercules                                | 60                                      | 19                                      | 20                                      | 21                                      | 77                                      | 77                                      | 94                                      | −17                                     |
| 17. | SV Argon                                | 59                                      | 20                                      | 13                                      | 26                                      | 73                                      | 76                                      | 97                                      | −21                                     |
| 18. | RKSV Leonidas                           | 60                                      | 18                                      | 13                                      | 29                                      | 67                                      | 90                                      | 140                                     | −50                                     |
| 19. | OJC Rosmalen                            | 59                                      | 16                                      | 16                                      | 27                                      | 64                                      | 66                                      | 92                                      | −26                                     |
| 20. | FC Oss                                  | 29                                      | 17                                      | 11                                      | 1                                       | 62                                      | 50                                      | 23                                      | +27                                     |
| 21. | FC Hilversum                            | 58                                      | 15                                      | 17                                      | 26                                      | 62                                      | 65                                      | 103                                     | −38                                     |
| 22. | FC Chabab *                             | 60                                      | 15                                      | 13                                      | 32                                      | 54                                      | 74                                      | 128                                     | −54                                     |
| 23. | SV TEC                                  | 30                                      | 16                                      | 5                                       | 9                                       | 53                                      | 48                                      | 33                                      | +15                                     |
| 24. | Quick '20                               | 59                                      | 14                                      | 8                                       | 37                                      | 50                                      | 73                                      | 130                                     | −57                                     |
| 25. | VV Gemert                               | 58                                      | 12                                      | 12                                      | 34                                      | 48                                      | 57                                      | 105                                     | −48                                     |
| 26. | Sneek Wit Zwart                         | 60                                      | 10                                      | 11                                      | 39                                      | 41                                      | 55                                      | 137                                     | −82                                     |
| 27. | Be Quick 1887                           | 30                                      | 6                                       | 9                                       | 15                                      | 27                                      | 45                                      | 64                                      | −19                                     |
| 28. | Magreb '90                              | 29                                      | 6                                       | 7                                       | 16                                      | 25                                      | 35                                      | 55                                      | −20                                     |
| 29. | SV Juliana '31                          | 30                                      | 4                                       | 8                                       | 18                                      | 20                                      | 31                                      | 83                                      | −52                                     |
| 30. | VV Baronie                              | 29                                      | 4                                       | 6                                       | 19                                      | 18                                      | 35                                      | 61                                      | −26                                     |
| 31. | HFC EDO                                 | 30                                      | 2                                       | 6                                       | 22                                      | 12                                      | 33                                      | 80                                      | −47                                     |
| 32. | Dijkse Boys                             | 11                                      | 2                                       | 1                                       | 8                                       | 7                                       | 9                                       | 27                                      | −18                                     |
| * Puntos descontados (ya han sido descontados en la clasificación): - FC Chabab 1 punto menos, en la temporada 2012/2013 - FC Chabab 3 puntos menos, en la temporada 2013/2014                                                                                                   |                                         |                                         |                                         |                                         |                                         |                                         |                                         |                                         |                                         |
| Dijkse Boys y WKE fueron retirados de la competición en las temporadas 2010/11 y 2015/16 respectivamente y todos los partidos disputados fueron declarados nulos. Sin embargo, estos son válidos para las estadísticas y, por lo tanto, están incluidos en los rankings eternos. |                                         |                                         |                                         |                                         |                                         |                                         |                                         |                                         |                                         |

## Trivialidades
- El primer partido disputado en la Topklasse fue el partido entre el FC Oss de Oss y el De Treffers de Groesbeek. Este partido se disputó el viernes 20 de agosto de 2010 en la Topklasse Zondag. El partido terminó con un empate 3-3 y Koen Garritsen marcó el primer gol de este partido en nombre de De Treffers y, por tanto, el primer gol de la historia en Topklasse Zondag.
- Lars Offringa marcó el sábado el primer gol en la Topklasse. Marcó para el HHC Hardenberg después de 9 segundos contra VV Katwijk.
- Genemuiden se situó el sábado líder tras la primera ronda de la primera (2010/2011), segunda (2011/2012) y tercera (2012/2013) temporada de la Top Class.
- Patrick Pothuizen recibió la primera tarjeta amarilla en la Topklasse durante el partido inaugural FC Oss-De Treffers el 20 de agosto de 2010 después de 2 minutos.
- Rijnsburgse Boys-CSV Apeldoorn es hasta la fecha el partido con más goles en la historia de la Topklasse. El 22 de enero de 2011, el marcador era 8-2 para los Rijnsburgse Boys. El partido entre HBS y Argon terminó con una victoria de HBS por 9-1.
- Ruben Wilson marcó 6 goles para el Spakenburg en el partido fuera de casa del 9 de octubre de 2010 contra el CSV Apeldoorn, un récord para la categoría. Arif Irilmazbilek logró igualar esto el 9 de marzo de 2013 con Kozakken Boys contra DETO Twenterand. El 5 de abril de 2014 también lo hizo Raily Ignacio del Rijnsburgse Boys en la victoria por 7-2 contra SV Spakenburg.
- Dominique Scholten es el único jugador que ganó tres veces la Topklasse (Zondag). En la temporada 2010/11 con el FC Oss y luego dos veces con el Achilles '29.
- El Achilles '29 es el primer club que repite título de Topklasse. Se proclamaron campeones en 2012 y 2013.
- En la temporada 2013/14, después de la temporada regular, GVVV y Spakenburg tuvieron que disputar un partido decisivo para determinar quién sería el campeón de la categoría superior del sábado.